# 1960年ローマオリンピックのエチオピア選手団
1960年ローマオリンピックのエチオピア選手団（1960ねんローマオリンピックのエチオピアせんしゅだん）は、1960年8月25日から9月11日にかけてイタリアの首都ローマで開催された1960年ローマオリンピックのエチオピア選手団、およびその競技結果。

## 概要
今大会は金メダル1個、合計1個のメダルを獲得した。
陸上競技男子マラソンでアベベ・ビキラが金メダルを獲得し、エチオピアにはじめてのメダルをもたらした。

## メダル
| メダル | 選手名         | 競技 | 種目         |
| ------ | -------------- | ---- | ------------ |
| 金     | アベベ・ビキラ | 陸上 | 男子マラソン |